# Vasco da Gama (by)
 For alternative betydninger, se Vasco da Gama (flertydig). (Se også artikler, som begynder med Vasco da Gama)
Vasco da Gama (ofte forkortet Vasco; konkani वास्कू) er en by i delstaten Goa i Indien. Byen er opkaldt efter den portugisiske opdagelsesrejsende Vasco da Gama. Vasco er Goas største by og har omtrent 100.000 indbyggere (2005). Byen er en betydelig havneby.
Byen er beliggende på vestlige side af Mormugao, omtrent 30 kilometer fra delstatshovedstaden Panaji.
Vasco blev grundlagt i 1543.